# Siphlonurus hispanicus
Siphlonurus hispanicus is een haft uit de familie Siphlonuridae. De wetenschappelijke naam van de soort is voor het eerst geldig gepubliceerd in 1958 door Demoulin.
De soort komt voor in het Palearctisch gebied.